# ハヤブサナンデクン
ハヤブサナンデクン（欧字名:Hayabusa Nandekun、2016年3月31日 - ）は、日本の競走馬。2023年のマーチステークスの勝ち馬である。
馬名の意味は、冠名＋「ナンデダロ」にちなんで（テツandトモのネタから）。

## 戦績

### デビュー前
2016年のセレクトセール1歳セッションにおいて、武田修に2100万円で落札された。

### 2歳時（2018年）
12月8日、阪神競馬場第6レースの2歳新馬戦（ダート1800m）でデビューし勝利。

### 3歳時（2019年）
3歳シーズンは自己条件で2勝目を挙げたあと、8月4日に初の重賞挑戦でレパードステークスに出走し8着。レース後、長期休養に入った。

### 5歳時（2021年）
4歳シーズンは全休し、5歳2月の中京競馬場・4歳以上2勝クラスで約1年半ぶりに復帰。5月30日の2勝クラス・香嵐渓特別で約2年1か月ぶりの勝利となる3勝目を挙げた。

### 6歳時（2022年）
6歳シーズンは2月6日の3勝クラス・瀬戸ステークスでシーズン初勝利を挙げ、併せてオープン入り。6月12日の三宮ステークスでオープン戦初勝利を挙げた。久々の重賞挑戦で出走した10月1日のシリウスステークスは単勝1番人気に支持されたが、伸びきれずジュンライトボルトの7着に敗北。11月12日の武蔵野ステークスは5着に敗れた。

### 7歳時（2023年）
7歳シーズンは1月22日の東海ステークスより始動。スタート直後に躓いてしまったが、すぐに立て直して先行争いに割って入り、最後はハギノアレグリアスに交わされたものの、粘って3着に健闘した。次走は3月26日に中山競馬場で行われたマーチステークスに出走。道中は3番手の外につけ、ゴール寸前でウィリアムバローズを差し切ってハナ差で重賞初制覇を飾った。
次走は5月4日、船橋競馬場でのかしわ記念に出走し、3着となった。しかし、レース後に右前浅屈腱炎を発症している事が判明したため、同月9日、管理する吉村圭司調教師により現役引退とオファーを受けた東京競馬場で誘導馬に転向する予定であることが発表された。同月11日付でJRAの競走馬登録を抹消。

### 競走馬引退後（2023年〜）
競走馬引退後は東京競馬場で誘導業務に就いていたが、2025年2月頃に同場ホームページの誘導馬紹介から削除された。
2025年3月30日、帯広畜産大学馬術部公式X（旧Twitter）がハヤブサナンデクンの入厩を画像付きで報告した。馬術部公式サイトの馬匹紹介欄に掲載されている。

## 競走成績
以下の内容は、netkeiba.comの情報に基づく。
| 競走日     | 競馬場 | 競走名         | 格   | 距離（馬場）  | 頭 数 | 枠 番 | 馬 番 | オッズ （人気） | 着順 | タイム （上り3F） | 着差 | 騎手      | 斤量 [kg] | 1着馬（2着馬）         | 馬体重 [kg] |
| ---------- | ------ | -------------- | ---- | ------------- | ----- | ----- | ----- | --------------- | ---- | ----------------- | ---- | --------- | --------- | ---------------------- | ----------- |
| 2018.12.08 | 阪神   | 2歳新馬        |      | ダ1800m（良） | 13    | 6     | 8     | 003.00（2人）   | 01着 | R1:56.2（39.5）   | -0.8 | 0武豊     | 55        | （ハッピーアモーレ）   | 482         |
| 2019.03.23 | 中山   | 3歳500万下     |      | ダ1800m（良） | 16    | 3     | 6     | 009.50（3人）   | 03着 | R1:55.0（39.1）   | -0.7 | 0池添謙一 | 56        | ハヤヤッコ             | 494         |
| 0000.04.14 | 阪神   | 3歳500万下     |      | ダ1800m（良） | 11    | 7     | 9     | 004.60（2人）   | 01着 | R1:53.7（36.9）   | -0.2 | 0吉田隼人 | 56        | （ゲンパチルシファー） | 492         |
| 0000.05.19 | 京都   | 鳳雛S          | L    | ダ1800m（良） | 8     | 7     | 7     | 003.30（2人）   | 03着 | R1:54.4（37.9）   | -1.3 | 0吉田隼人 | 56        | マドラスチェック       | 488         |
| 0000.08.04 | 新潟   | レパードS      | GIII | ダ1800m（良） | 15    | 5     | 8     | 023.10（9人）   | 08着 | R1:52.7（40.0）   | -1.4 | 0大野拓弥 | 56        | ハヤヤッコ             | 496         |
| 2021.01.09 | 中京   | 4歳上2勝クラス |      | ダ1800m（良） | 9     | 1     | 1     | 006.10（5人）   | 02着 | R1:53.6（37.4）   | -0.3 | 0三浦皇成 | 57        | タマモサンシーロ       | 510         |
| 0000.04.07 | 阪神   | 4歳上2勝クラス |      | ダ1800m（良） | 14    | 1     | 1     | 004.50（2人）   | 03着 | R1:52.4（37.6）   | -0.5 | 0吉田隼人 | 57        | ヴェルテックス         | 514         |
| 0000.05.01 | 新潟   | 咲花特別       | 2勝  | ダ1800m（稍） | 13    | 7     | 11    | 002.30（1人）   | 02着 | R1:51.1（37.0）   | -0.1 | 0吉田隼人 | 57        | ゴールドパラディン     | 512         |
| 0000.05.30 | 中京   | 香嵐渓特別     | 2勝  | ダ1900m（良） | 16    | 2     | 4     | 002.60（1人）   | 01着 | R1:58.5（39.0）   | -0.3 | 0川又賢治 | 57        | （ストロングライン）   | 508         |
| 0000.08.14 | 札幌   | 羊蹄山S        | 3勝  | ダ1700m（良） | 14    | 5     | 8     | 003.70（2人）   | 06着 | R1:44.6（37.4）   | -0.7 | 0川又賢治 | 57        | ホウオウトゥルース     | 510         |
| 0000.11.13 | 阪神   | 堺S            | 3勝  | ダ1800m（良） | 16    | 6     | 11    | 005.70（4人）   | 04着 | R1:51.8（38.5）   | -0.4 | 0武豊     | 57        | ブラックアーメット     | 504         |
| 0000.12.25 | 阪神   | 摩耶S          | 3勝  | ダ1800m（良） | 11    | 7     | 8     | 008.60（3人）   | 04着 | R1:53.2（37.4）   | -0.7 | 0武豊     | 57        | バーデンヴァイラー     | 510         |
| 2022.01.10 | 中京   | 雅S            | 3勝  | ダ1800m（良） | 10    | 2     | 2     | 006.80（3人）   | 02着 | R1:51.0（37.7）   | -0.1 | 0武豊     | 57        | グロリアムンディ       | 502         |
| 0000.02.07 | 中京   | 瀬戸S          | 3勝  | ダ1900m（稍） | 14    | 5     | 8     | 003.10（1人）   | 01着 | R1:58.8（38.3）   | -0.1 | 0武豊     | 56        | （ペルセウスシチー）   | 502         |
| 0000.05.01 | 東京   | ブリリアントS  | L    | ダ2100m（不） | 16    | 3     | 6     | 006.60（4人）   | 02着 | R2:07.4（36.6）   | -0.3 | 0大野拓弥 | 55        | アルドーレ             | 512         |
| 0000.06.12 | 中京   | 三宮S          | OP   | ダ1800m（良） | 15    | 5     | 10    | 003.70（2人）   | 01着 | R1:50.0（37.5）   | -1.0 | 0福永祐一 | 55        | （ニューモニュメント） | 512         |
| 0000.10.01 | 中京   | シリウスS      | GIII | ダ1900m（良） | 16    | 1     | 2     | 003.50（1人）   | 07着 | R1:58.7（38.8）   | -1.0 | 0吉田隼人 | 56        | ジュンライトボルト     | 510         |
| 0000.11.12 | 東京   | 武蔵野S        | GIII | ダ1600m（良） | 16    | 7     | 14    | 010.20（3人）   | 05着 | R1:36.1（35.4）   | -0.5 | 0福永祐一 | 56        | ギルデッドミラー       | 512         |
| 0000.12.28 | 阪神   | ベテルギウスS  | L    | ダ1800m（良） | 13    | 8     | 12    | 005.60（3人）   | 03着 | R1:52.1（37.6）   | -0.1 | 0吉田隼人 | 57        | サンライズウルス       | 522         |
| 2023.01.22 | 中京   | 東海S          | GII  | ダ1800m（良） | 15    | 7     | 13    | 006.30（3人）   | 03着 | R1:51.9（37.0）   | -0.7 | 0福永祐一 | 57        | プロミストウォリア     | 516         |
| 0000.03.26 | 中山   | マーチS        | GIII | ダ1800m（不） | 16    | 6     | 12    | 008.80（5人）   | 01着 | R1:51.4（37.5）   | -0.0 | 0津村明秀 | 57        | （ウィリアムバローズ） | 514         |
| 0000.05.04 | 船橋   | かしわ記念     | JpnI | ダ1600m（良） | 13    | 5     | 7     | 006.30（3人）   | 03着 | R1:39.5（37.6）   | -0.2 | 0津村明秀 | 57        | メイショウハリオ       | 516         |

## 血統表
| ハヤブサナンデクンの血統                     | ハヤブサナンデクンの血統                                      | ハヤブサナンデクンの血統      | （血統表の出典）              | （血統表の出典）    |
| 父系                                         | サンデーサイレンス系                                          | サンデーサイレンス系          | サンデーサイレンス系          | [ § 2 ]             |
| 父 ゴールドアリュール 1999 栗毛 北海道追分町 | 父の父*サンデーサイレンス Sunday Silence 1986 青鹿毛 アメリカ | Halo                          | Hail to Reason                | Hail to Reason      |
| 父 ゴールドアリュール 1999 栗毛 北海道追分町 | 父の父*サンデーサイレンス Sunday Silence 1986 青鹿毛 アメリカ | Halo                          | Cosmah                        |                     |
| 父 ゴールドアリュール 1999 栗毛 北海道追分町 | 父の父*サンデーサイレンス Sunday Silence 1986 青鹿毛 アメリカ | Wishing Well                  | Understanding                 | Understanding       |
| 父 ゴールドアリュール 1999 栗毛 北海道追分町 | 父の父*サンデーサイレンス Sunday Silence 1986 青鹿毛 アメリカ | Wishing Well                  | Mountain Flower               |                     |
| 父 ゴールドアリュール 1999 栗毛 北海道追分町 | 父の母*ニキーヤ Nikiya 1993 鹿毛 アメリカ                     | Nureyev                       | Northern Dancer               | Northern Dancer     |
| 父 ゴールドアリュール 1999 栗毛 北海道追分町 | 父の母*ニキーヤ Nikiya 1993 鹿毛 アメリカ                     | Nureyev                       | Special                       |                     |
| 父 ゴールドアリュール 1999 栗毛 北海道追分町 | 父の母*ニキーヤ Nikiya 1993 鹿毛 アメリカ                     | Reluctant Guest               | Hostage                       | Hostage             |
| 父 ゴールドアリュール 1999 栗毛 北海道追分町 | 父の母*ニキーヤ Nikiya 1993 鹿毛 アメリカ                     | Reluctant Guest               | Vaguely Royal                 |                     |
| 母 ホワイトクルーザー 2006 芦毛 北海道静内町 | 母の父*クロフネ 1998 芦毛 アメリカ                            | *フレンチデピュティ           | Deputy Minister               | Deputy Minister     |
| 母 ホワイトクルーザー 2006 芦毛 北海道静内町 | 母の父*クロフネ 1998 芦毛 アメリカ                            | *フレンチデピュティ           | Mitterand                     |                     |
| 母 ホワイトクルーザー 2006 芦毛 北海道静内町 | 母の父*クロフネ 1998 芦毛 アメリカ                            | *ブルーアヴェニュー           | Classic Go Go                 | Classic Go Go       |
| 母 ホワイトクルーザー 2006 芦毛 北海道静内町 | 母の父*クロフネ 1998 芦毛 アメリカ                            | *ブルーアヴェニュー           | Eliza Blue                    |                     |
| 母 ホワイトクルーザー 2006 芦毛 北海道静内町 | 母の母ホワイトカーニバル 2000 芦毛 北海道静内町               | *ミシル                       | Miswaki                       | Miswaki             |
| 母 ホワイトクルーザー 2006 芦毛 北海道静内町 | 母の母ホワイトカーニバル 2000 芦毛 北海道静内町               | *ミシル                       | April Edge                    |                     |
| 母 ホワイトクルーザー 2006 芦毛 北海道静内町 | 母の母ホワイトカーニバル 2000 芦毛 北海道静内町               | イエローブルーム              | *パークリージェント           | *パークリージェント |
| 母 ホワイトクルーザー 2006 芦毛 北海道静内町 | 母の母ホワイトカーニバル 2000 芦毛 北海道静内町               | イエローブルーム              | グランドリーム                |                     |
| 母系(F-No.)                                  | エリモルーシー(GB)系(FN:16-h)                                 | エリモルーシー(GB)系(FN:16-h) | エリモルーシー(GB)系(FN:16-h) | [ § 3 ]             |
| 5代内の近親交配                              | Vice Regent：5×5（母内）                                      | Vice Regent：5×5（母内）      | Vice Regent：5×5（母内）      | [ § 4 ]             |
| 出典                                         | 1. 2. 3. 4.                                                   | 1. 2. 3. 4.                   | 1. 2. 3. 4.                   | 1. 2. 3. 4.         |

- 祖母ホワイトカーニバルは2002年フェアリーステークス勝ち馬。
- 叔母に2014年ブリーダーズゴールドカップ、JBCレディスクラシック、2015年TCK女王盃、マリーンカップ、レディスプレリュード、チャンピオンズカップ勝ち馬のサンビスタがいる。
- そのほかの近親にメイショウダッサイ、ピンクドッグウッド。